# Castellare di Montevarchi

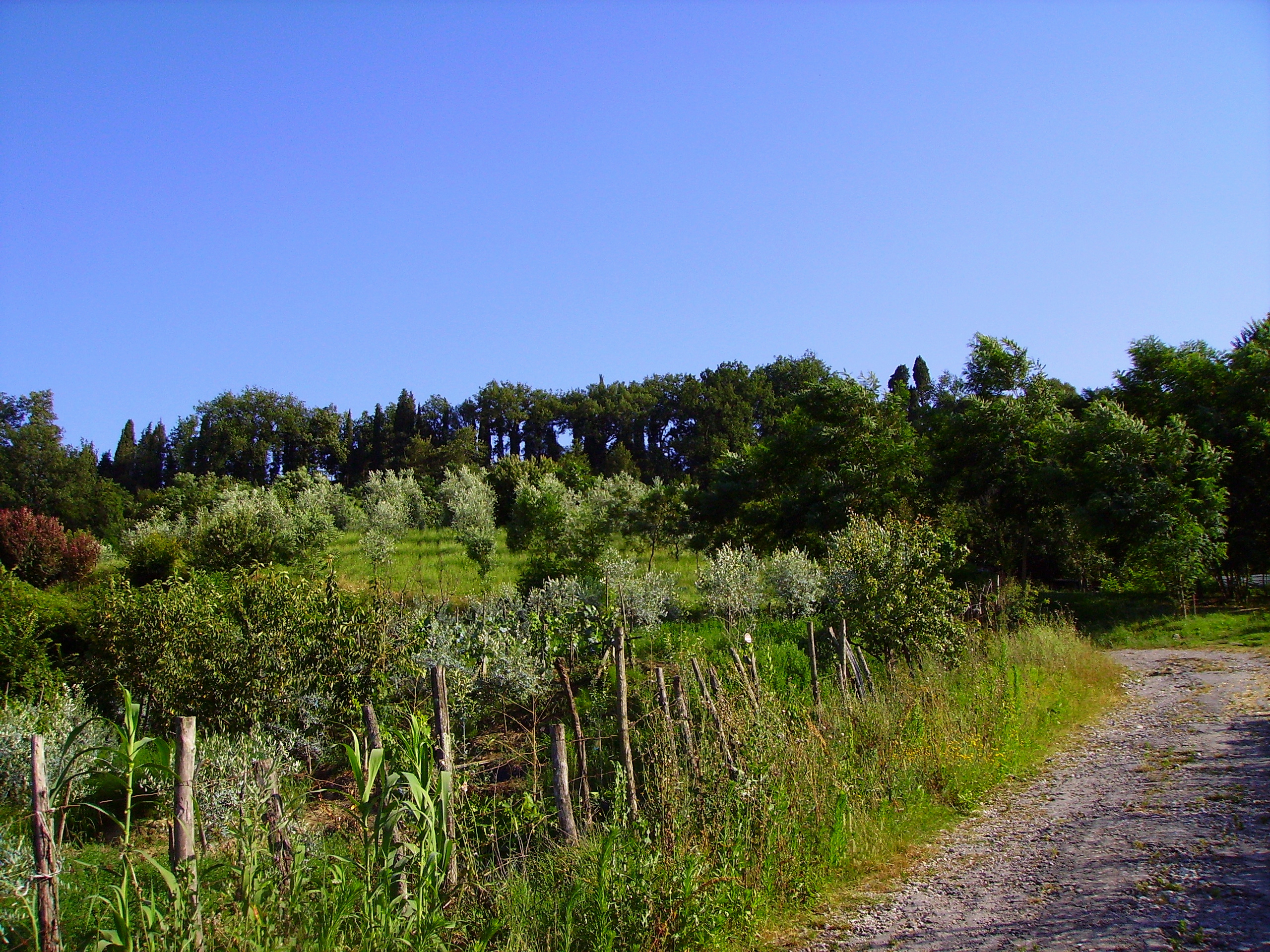
Veduta dell' area del colle dei Cappuccini

Il Castellare di Montevarchi era l'antico castello con borgo annesso che dominava il colle oggi denominato de "I Cappuccini".

## Storia

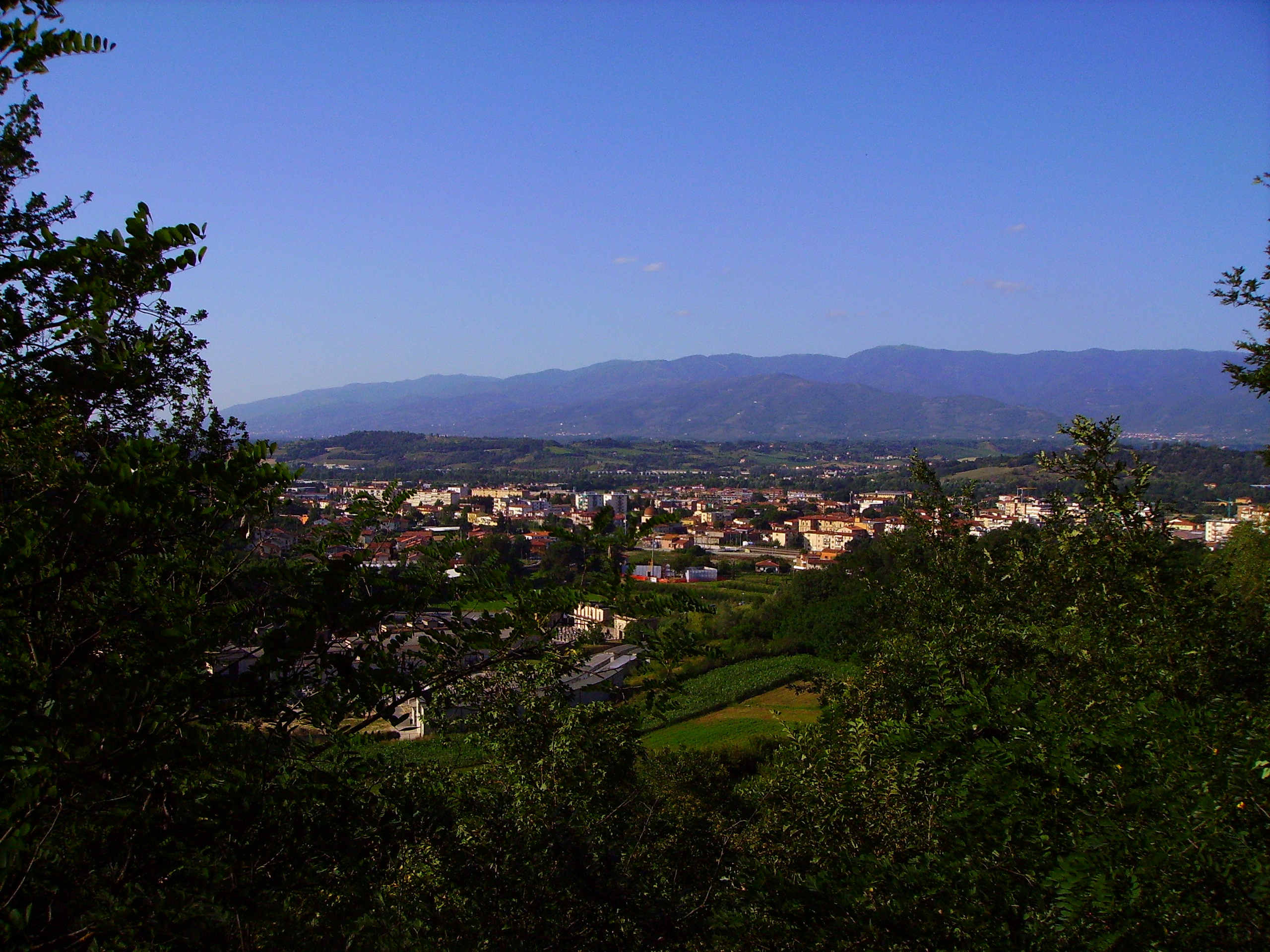
Montevarchi vista dal Poggio di Cennano

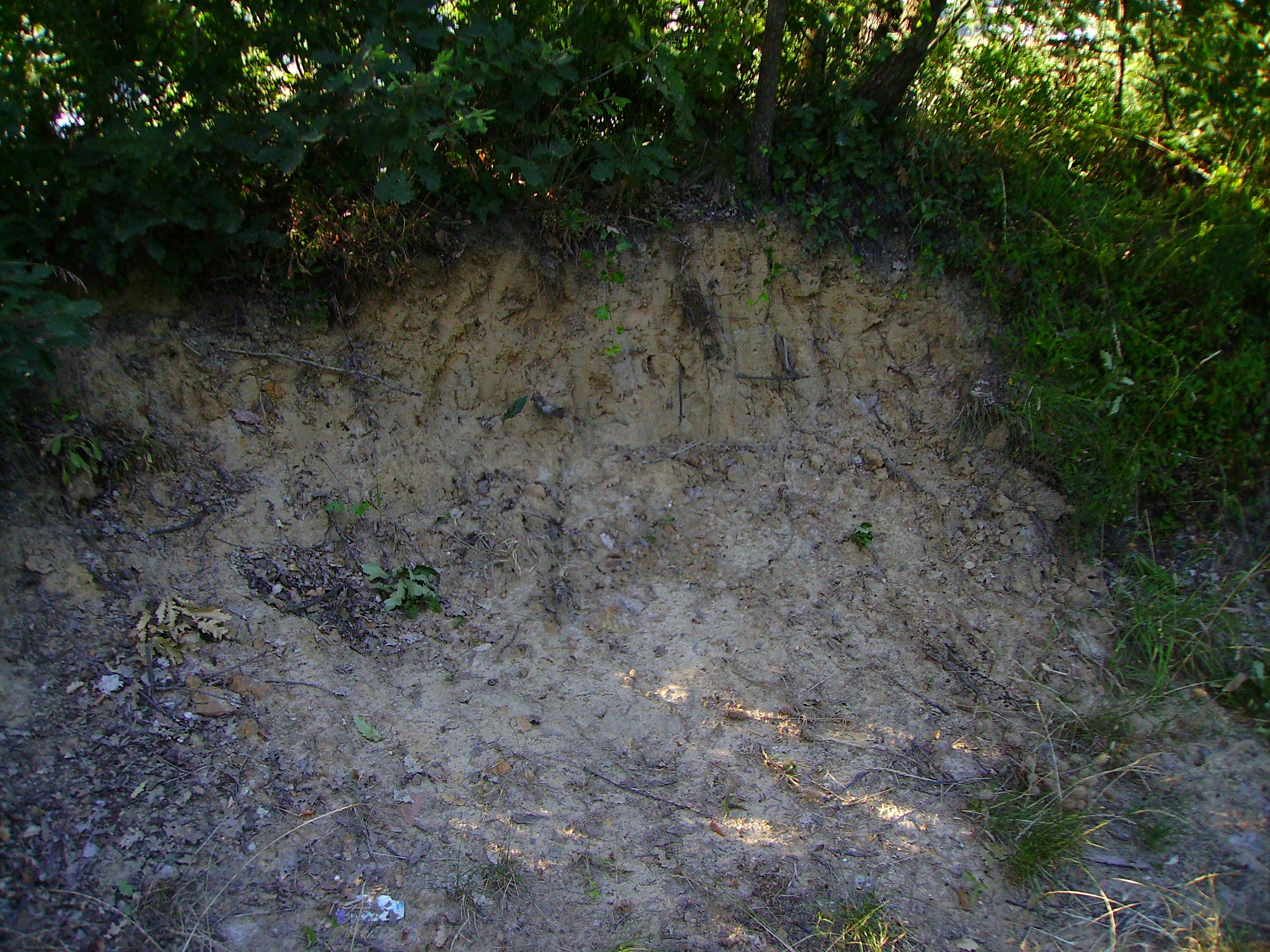
L'arenaria di Cennano

Il castello venne costruito dai marchesi Bourbon del Monte Santa Maria nel periodo in cui Ranieri reggeva il Marchesato di Toscana ovvero tra il 1014 e il 1027. L'idea di edificare nella zona un castello fu diretta conseguenza della decisione del vescovo di Arezzo Elemperto, fratello di Ranieri, di trasformare il monastero della Ginestra in ospedale per i numerosi pellegrini e viandanti che vi passavano provenendo o andando in direzione Roma. E dunque, con la costruzione delle adeguate strutture ricettive, era anche necessario rendere sicuro quel tratto della valle dell'Arno che, all'epoca, era praticamente selvaggia e disabitata.

L'unico problema era che il castello più vicino al monastero, in diocesi di Arezzo, era il Castello di Leona a Levane che però era decisamente troppo lontano per assicurare una vigilanza stretta e costante sull'area e l'unico sito che fosse adatto allo scopo, cioè il Poggio di Cennano, si trovava, anche se di poche centinaia di metri, in diocesi di Fiesole quindi fuori della giurisdizione dei vescovi aretini. La questione però non era tanto religiosa o pastorale ma politico-giurisdizionale in quanto i vescovi di Arezzo e Fiesole erano entrambi feudatari dell'impero e amministravano il territorio a loro assegnato con il titolo, civile, di conti. Qualsiasi modifica territoriale delle due contee, per di più con tanto di nuovo castello, poteva essere autorizzata soltanto dall'imperatore. O da un feudatario più alto in grado quale appunto il Marchese di Toscana.
Al momento non sono state reperite prove documentarie che dimostrino o spieghino con esattezza le dinamiche della fondazione del castello montevarchino ma il fatto che la prima chiesa del borgo annesso al fortilizio, Sant'Andrea a Cennano, fosse in diocesi di Arezzo pur in territorio di Fiesole dimostrerebbe comunque un intervento dall'alto che può essere riconducibile solo a Ranieri primo e unico marchese di Toscana della casata dei Bourbon del Monte.

L'ultimo dei Bourbon a essere signore di Montevarchi fu il marchese Arrigo II che, ancora giovane e rimasto scapolo, nel 1098 dettò il suo testamento nel castello di Pierle presso Cortona. Arrigo lasciava alla nonna, la contessa Sofia, e alla madre, la contessa Adelagita, la propria parte dei castelli di Montevarchi, Leona, Moncioni e del Tasso. Sofia, che era figlia di un conte Bernardo Salico, alla morte del primo marito, il marchese Arrigo I, si era risposata nel 1078 con un conte Alberto di Vernio come si ricava da un documento rogato in Montevarchi nel 1079 che è poi il primo documento in assoluto della storia montevarchina. Sofia aveva avuto da Arrigo I un figlio di nome Uguccione alias il marchese Ugo II che si era sposato a una contessa Adelagita di un conte Alberto da cui nacque Arrigo II. Furono sicuramente le complicazioni dinastiche ed ereditarie legate ai quattro castelli valdarnesi dopo la morte di Arrigo II che fecero in modo che ne entrassero in possesso, per diritto di successione o dopo una regolare vendita, i conti Guidi. Ma, anche in questo caso, il vuoto documentaristico non permette di andare oltre il campo delle ipotesi.

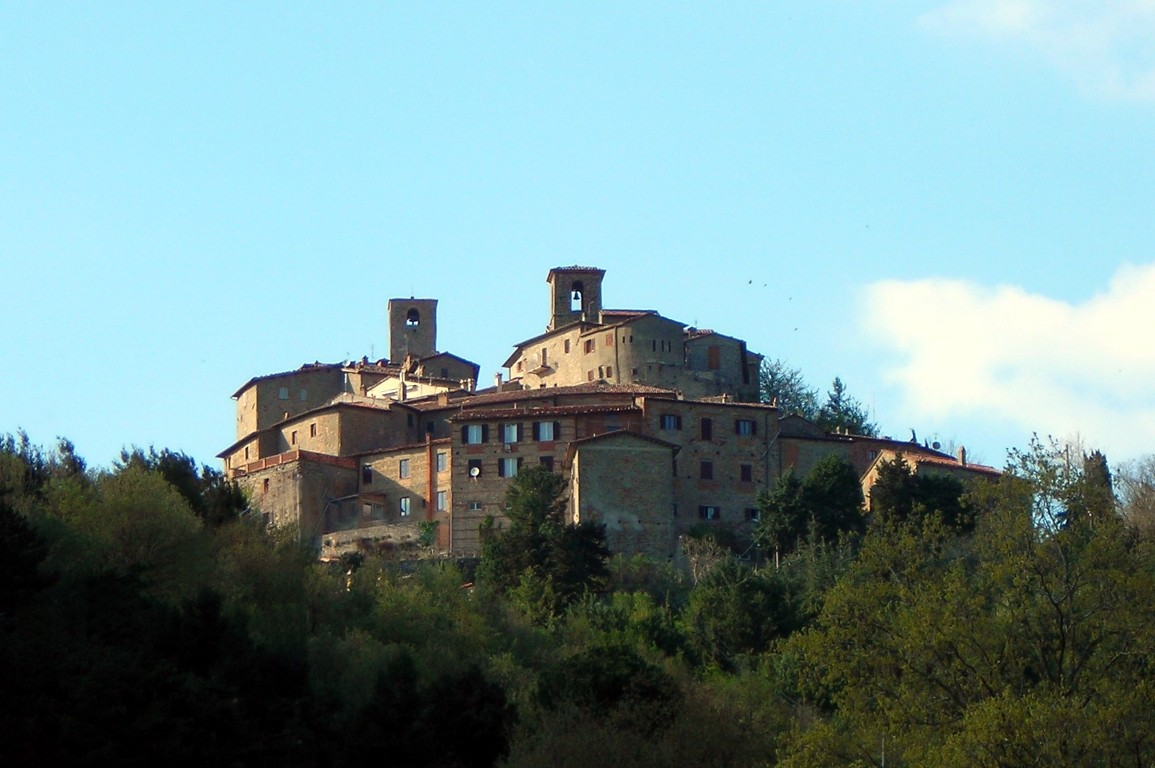
Monte Santa Maria oggi. Più o meno così avrebbe dovuto strutturarsi Montevarchi nei piani dei marchesi Bourbon

La struttura abitativa originaria pensata dai marchesi Bourbon non doveva essere dissimile da quella di molti altri loro castelli e in particolare da quella del Monte Santa Maria oggi il comune di Monte Santa Maria Tiberina. In pratica la Montevarchi dei Bourbon avrebbe dovuto avere il mastio fortificato al centro dell'insediamento e un borgo tutt'intorno protetto da mura. Tuttavia l'idea, nel caso del Poggio di Cennano, si rivelò del tutto impraticabile perché Cennano altro non è che una gigantesca massa di arenaria, formatasi in tempi preistorici come conseguenza del progressivo prosciugamento di un precedente lago pliocenico, e quindi geomorfologicamente instabile.

Infatti il terreno sotto il primo nucleo del borgo del castello, che sorgeva presso a quella che è oggi la cappellina di Cennanuzzo, cominciò a franare, sotto il peso degli edifici e con il via vai di pedoni, carri e cavalli tanto che le prime famiglie montevarchine furono costrette a trasferirisi e ad installarsi nel fondovalle nei pressi del luogo dove si teneva il mercato locale. Con l'antico borgo franarono via anche parte delle mura e delle strutture difensive del castello che lo resero, di fatto, militarmente inutile tant'è che i fiorentini, quando nel 1273 presero possesso definitivo del feudo di Montevarchi, preferirono abbandonarlo e spostare tutte le attenzioni difensive e strategiche verso il borgo stesso che, poco dopo, venne dotato di mura e di torri fortificate.

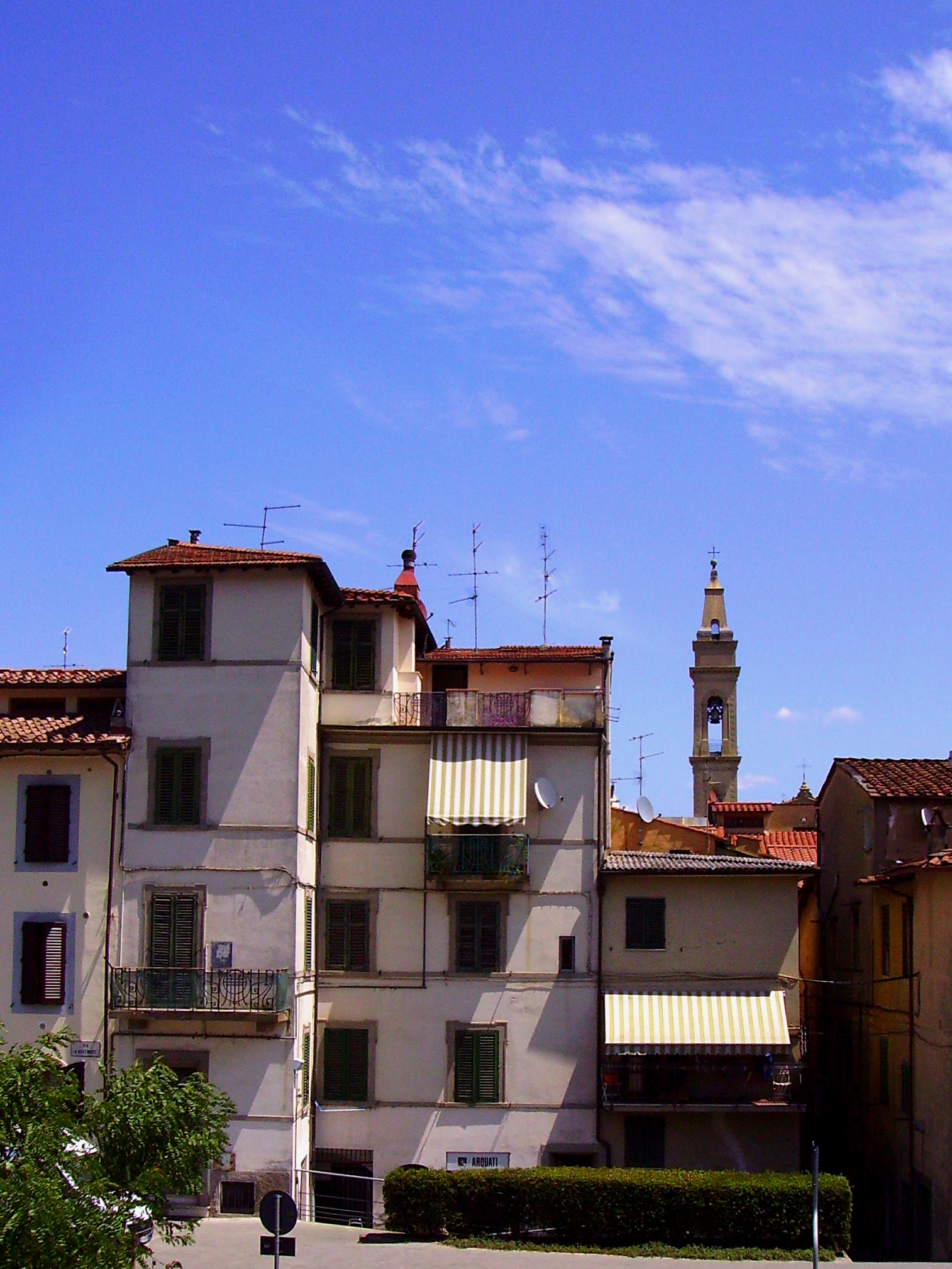
Ubicazione dell'antica Porta del Guicciardo

Dell'antico collegamento tra il castellare e il borgo di Montevarchi rimane ormai solo un'apertura sul lato est delle vecchie mura montevarchine che anticamente era detta Porta del Guicciardo e che oggi, sparite le mura e la porta, è rimasta nella toponomastica come Vicolo del Guicciardo. «Rispetto alla porta del Guicciardo, se alcuno mi interrogasse per qual motivo fosse così chiamata, nol saprei dire. Direi solamente che questo, come ognun vede, è nome proprio di un uomo [...] Sicché può essere che la nostra porta fosse così chiamata dal nome di qualche distinto personaggio che avessela fatta edificare o che in vicinanza avesse la sua abitazione o poco fuori di essa qualche tenuta di beni. Il vero poi si è che questa Porta, di una struttura assai ampia e magnifica, non si vede a prima vista di qual uso e di qual comodo fosse alla Terra, ritrovandosi appunto alla falda del Ripido Poggio della Croce, senza veruna strada che da quella partendosi potesse condurre a qualche luogo popolato. Quindi è che io sono meco stesso più volte ripensando se di qui veramente fosse la strada dalla moderna Terra all'antico Castello di Montevarchi, per tutto quel tempo che sebbene scarso di abitatori rimase in piedi e precedentemente ancora allorché dal Castello scendevasi al Borgo del mercatale per comodo del commercio e altro. E finalmente con mio sommo piacere ho scoperto che le mie congetture non eran lontane dal vero. Imperciocché alcun barlume di tradizione e alcune vestigia di antico selciato che ancora si vedono nei campi, quasi dirimpetto alla suddetta Porta, mi han confermato in quest' opinione che da quella partendosi una strada incominciasse tosto a salire sulla pendice del poggio e quindi presso a quel luogo che chiamasi Belvedere passando, e per quella precedentemente dirupata valle che gli è contigua costeggiando, venisse a far capo alla chiesa di Cennano, in oggi diroccata, dove è in sua memoria il piccolo Oratorio di Cennanuzzo, e continuasse per altra parte verso il Castello di Montevarchi».

## Ubicazione del castello

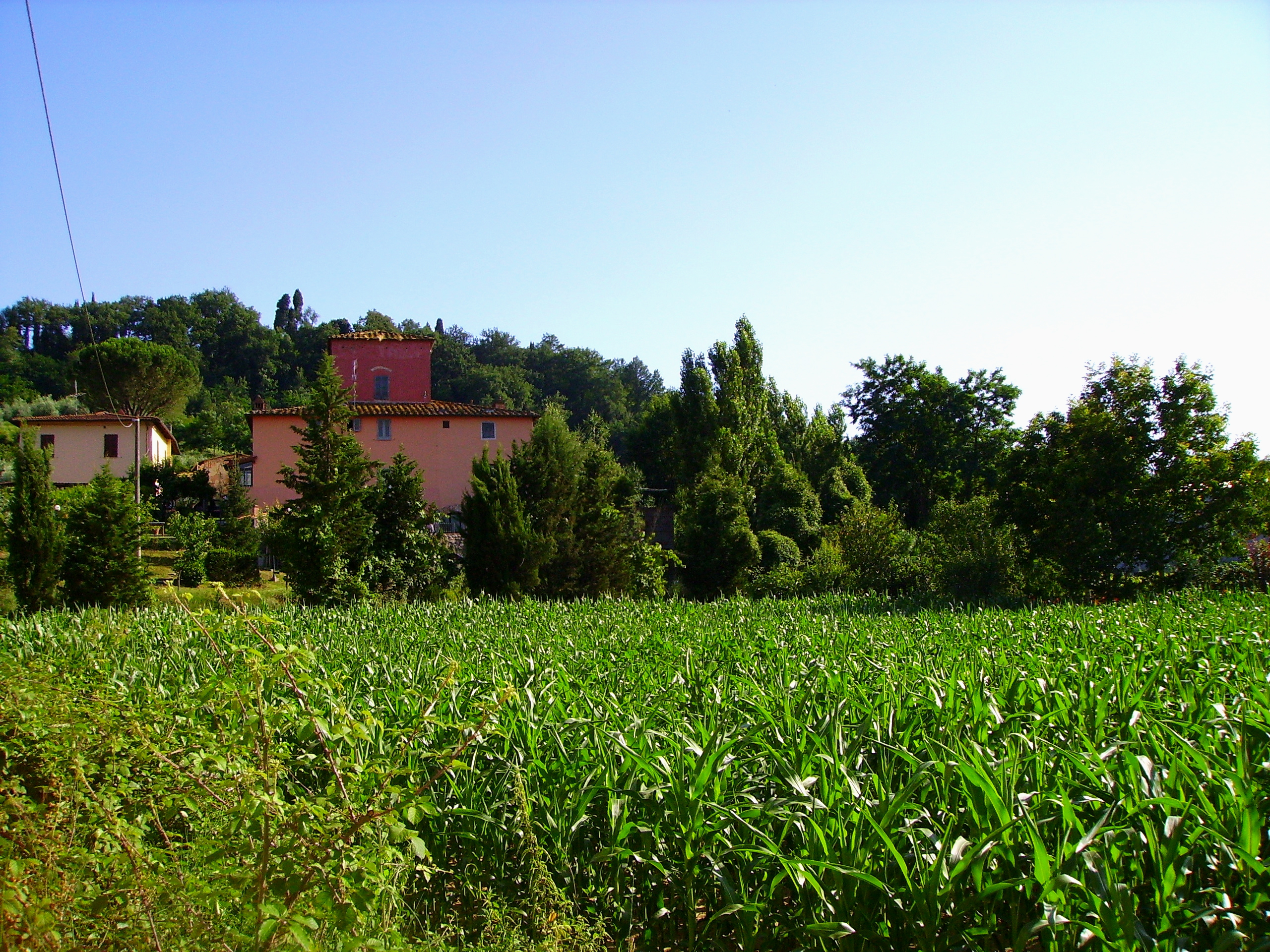
Il podere La Loggia

Il castello di Montevarchi aveva quasi sicuramente forma ovale ed era cinto di mura, dotato di 3 o 4 porte tutte collegate da strade. Una passava dalla Via del Pestello per le Fornaci Vecchie ed arrivava sul poggio passando per la casa colonica che ancor oggi porta il nome di Castellare, un'altra è quella che sale dal cimitero passando per il podere "La Loggia" e un'altra è quella che parte in prossimità dell'Oratorio del Pestello, dal podere denominato La Buca, e che in un documento del 1559, conservato nell'archivio della Collegiata di San Lorenzo, è ancora designata «via publica che mena al Castellare».
Secondo Jacopo Sigoni, canonico della collegiata di San Lorenzo e cronachista della seconda metà del '600, il fortilizio si estendeva dalla casa colonica del Castellare fino all'attuale Convento dei Cappuccini espandendosi poi fino al fossato di Ricasoli per allargarsi a ponente fino al crinale del Borro Scolaio o Bruscolaio e a levante fino alla porta facente capo alla strada de "La Buca". Il cronista afferma anche che sua madre ricordava ancora le vestigia del castello e qualche tratto di mura sopravvissuto.

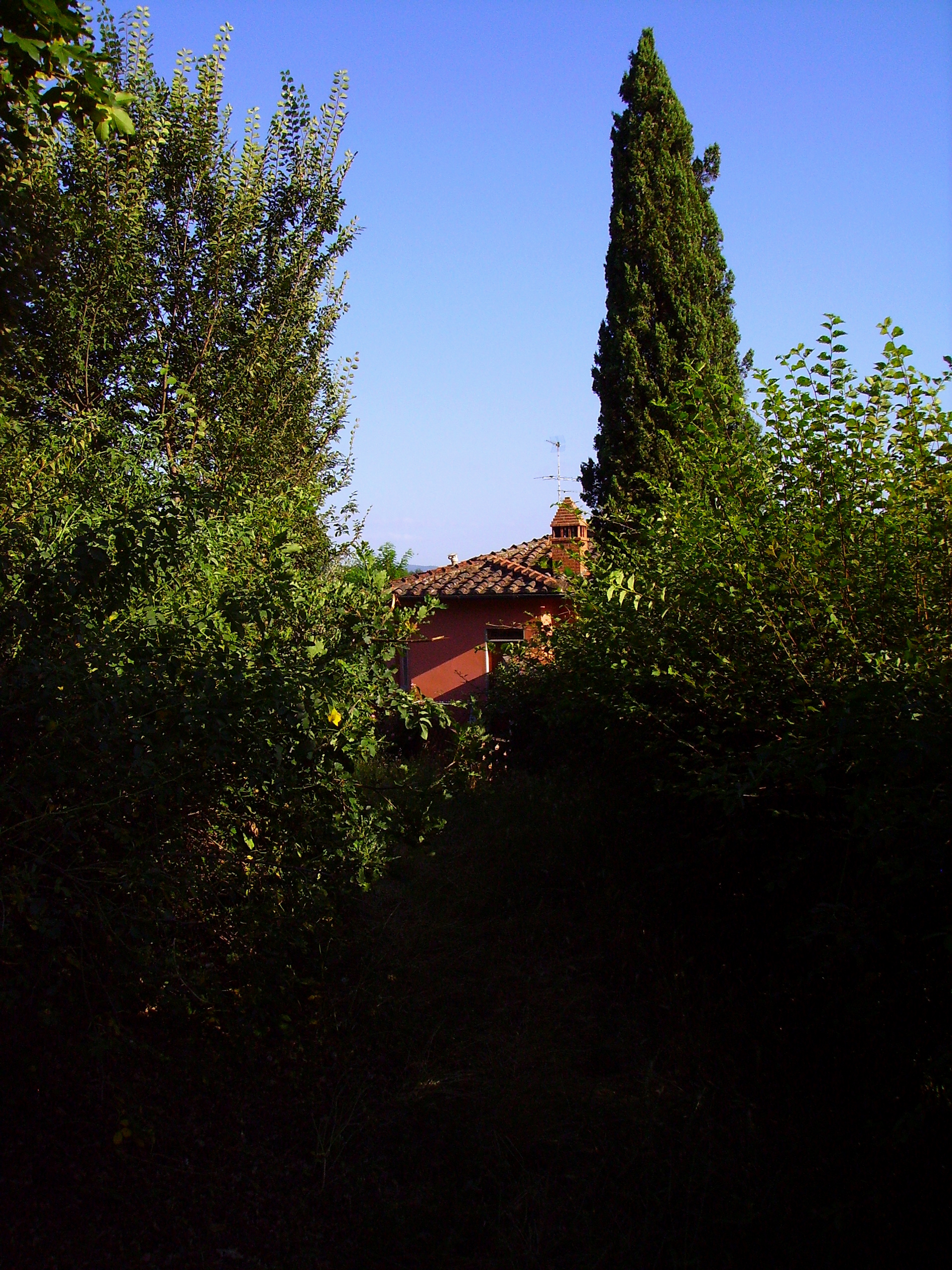
Il Castellare

Un secolo dopo, un altro storico montevarchino, il proposto Conti, riporta notizia di una scoperta archeologica fatta nei pressi del Castellare che confermerebbe almeno parzialmente le supposizioni di Sigoni. Infatti «ne' solamente guarnito di mura era il nostro castello ma non molto lungi, cioè sulla punta del poggio che sporge verso Levante, poco di là della rovinata Chiesa di Cennano, in quel luogo ove si vede una casa già per uso di piccola villa una volta della Famiglia Soldani Bensi [sic], oggidì del sig. Marchese Niccolò Viviani, rovinosa e abitata dal contadino, pare che avesse altresì una frontiera di cui non ci resta presentemente che alcuno indizio nel nome di Castellare, comune una volta del distrutto [castello di] Montevarchi ed ora dal volgo appropriato unicamente a questa casa e di più negli avanzi d'antica e forte muraglia dalla parte dell'Orto che guarda a mezzogiorno e nei fondamenti ultimamente scoperti nell'anno 1776 di un grosso massiccio pilastro tutto isolato, discosto dall'orto suddetto circa a 200 braccia nel declive assai ripido della piaggia che resta a dirimpetto del bosco dei Cappuccini. Era quello un pilastro laterale di una porta essendovi ritrovata contigua la soglia e osservato il foro in piè medesimo ove star doveva incastrato l'arpione di ferro per sostenere l'imposta. Dalla grossezza poi e saldezza e ampiezza di questi pochi avanzi era facile il dedurre che detta porta non fosse già per uso di edifizio privato e mediocre, ma pubblico e rispettabile qualunque si fosse o di Torre o di Rocca per frontiera e difesa di Montevarchi. Avvi chi assicura di aver inteso dire da un Cappuccino morto già da più anni che anco nell'altra punta del poggio che chiamasi della Croce si vedessero una volta gli avanzi di una antica Torre».

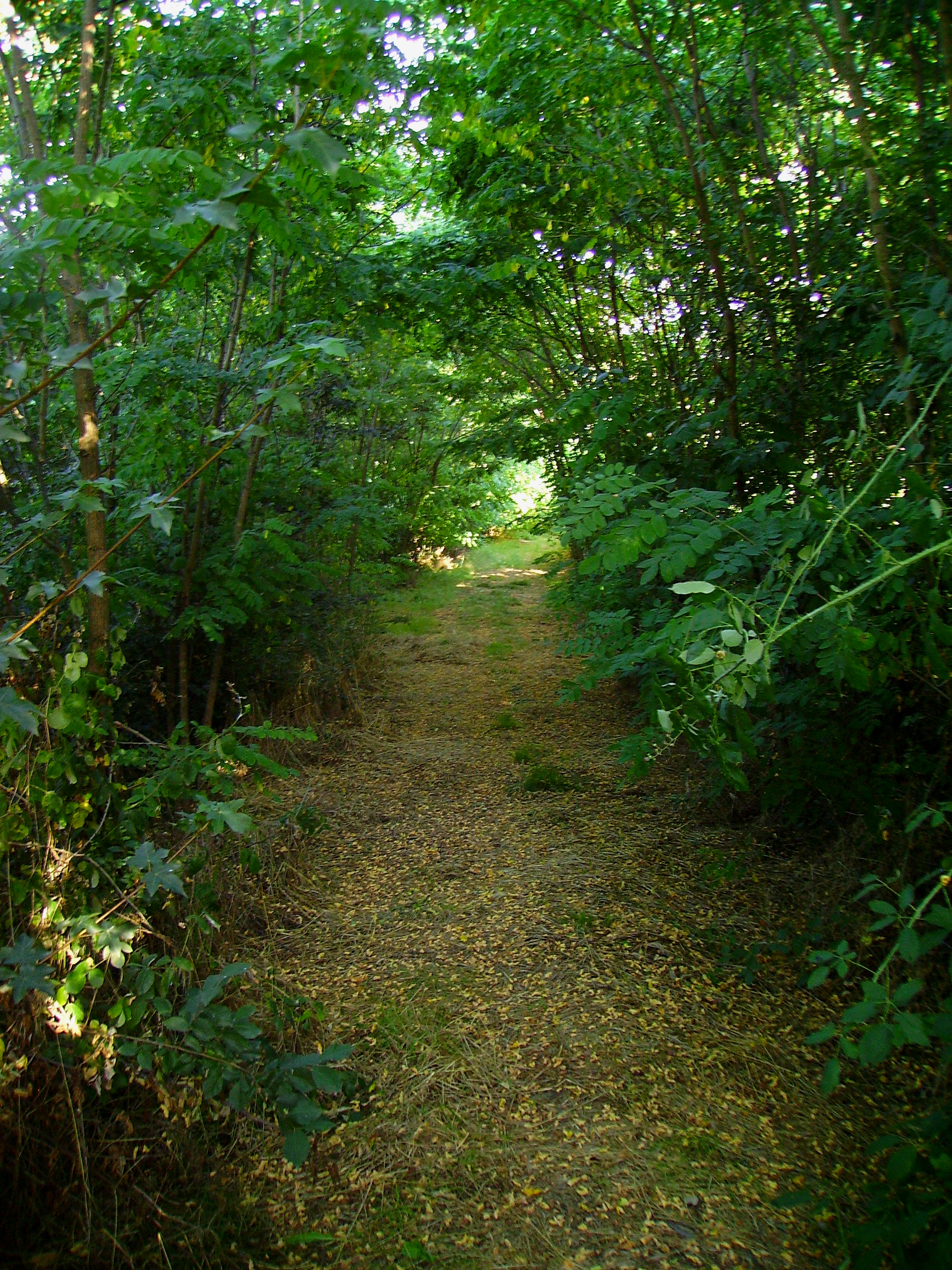
L'antica strada che da Via delle Fornaci saliva al castello

Più precisamente, stando a un successivo studio ottocentesco del montevarchino Alfredo Galassi, «intorno al greppo della clausura dei Cappuccini, nella profonda valle dirimpetto al borro Scolaio, un tal pasquino Piazzesi e fra Lorenzo da Pontremoli, laico cappuccino, scoprirono una grande pietra lavorata. Il prete Sigoni riferisce che sua madre, sui primi decenni del XVI secolo, aveva veduto verso il fossato di Ricasoli, alla distanza di circa 300 braccia dalla chiesa dei Cappuccini, pezzi di mura rovinate e una grande porta sempre in piedi. Il detto Piazzesi trovò pure sul poggio due monete di bronzo con una croce improntata da una parte: fu pure trovato, presso la via che dalla Loggia va ai Cappuccini, sulla costa dalla parte di tramontana, un sigillo rotondo, benissimo conservato che il Conti asserisce essere in mano degli eredi del sacerdote Isidoro Bazzanti. Questo sigillo era rotondo e aveva nel mezzo uno scudo triangolare seminato di piccole punte triangolari a foggia di tante crocette e nel contorno la scritta S. RUGIERI IACHOPI».